# 浮黎元始天尊
浮黎元始天尊，是北宋末年道教神霄派所主張的一位至高神靈，為玉清元始天尊、長生大帝之父，太上老君之祖。但此說法影響不大，在神霄派內部並沒有形成共識，連自稱玉清真王下凡的宋徽宗也沒有採用。
後世亦有認同此一說法者，例如明代正一派張宇初曾說：“浮黎者，天王內名，眾聖上朝，則天王稱慶。”
道號為“帝師混沌生一始祖浮黎元始天尊”、“帝師先天無極大道生一始祖太易水火鴻濛混沌元陽上帝浮黎元始天尊”、“帝師先天道祖無極無上自本自根生天生地生道生仙混沌一炁浮黎始祖金闕元陽至尊鐵寶上帝”、“聖父浮黎元始天尊明魔上帝”，和圣母玉清神母元君飞魔上仙相對應。

## 由來
在南北朝道士陶弘景編寫的《真靈位業圖》中，將當時各種道經所記載的近700名神靈分成7組，三清中的玉清元始天尊位居第一中位主神，上清大道君（靈寶天尊）位居第二中位主神，太清太上老君（道德天尊）位居第四中位主神；其中並無「浮黎元始天尊」此一神靈。
「浮黎元始天尊」的說法始自北宋末神霄派的《無上九霄玉清大梵紫微玄都雷霆玉經》，其上記載所謂玉清真王長生大帝自述：
“大帝曰：朕為浮黎元始天尊之子，玉清神母元君之男，玉清元始天尊之弟，太上老君之叔。”
“昔在劫初，玉清神母元君是浮黎元始天尊之后，長子為玉清元始天尊，其第九子位為高上神霄玉清真王長生大帝，專制九霄三十六天。三十六天尊為大帝統領，元象主握陰陽，以故雷霆之政咸隸焉。”
但此說法影響不大，在神霄派內部並沒有形成共識，連自稱玉清真王下凡的宋徽宗也沒有採用「浮黎元始天尊」的說法。
《道德真經三解》記載：
“故浮黎元始天尊，不知其幾千萬劫，方至三清又自三清。不知其幾千萬年，方且化身下降，而为老子以度真人尹喜，至仙卿李翼，凡十代，蓋自周而漢也。”
“大道歷數：浮黎元始天尊即道生太極也。下至玉清元始天尊三萬二千四百年道生一也。故以天皇氏伏羲配之又一萬八百年至上清靈寶天尊一生二也。故以地皇氏神农配之又一万八百年至太清道德天尊二生三也。故以人皇氏轩辕配之太清道德天尊与无上元君同時授先天大道三生萬物也。”
《太上洞玄靈寶无量度人上品經法》記載：
“元始上帝，即非元始天尊也。夫上帝高尊亦位齊元始，故得稱焉。是知元始之號，非一尊之稱。”
《玉清无極總真文昌大洞仙經》記載：
“《玉清文昌大洞經》乃元始天王所宣，而人或問曰：天尊天王有異乎？琪曰元始之號，不一而足有，稱元始天尊或云混沌自然元始天尊、浮黎元始天尊、元始上帝、元始天帝、元始一炁天君或元陽上帝，蓋諸天說法時，天人各以己見，稱尊之而已道，本无名非實有相也。”

## 相關記載
大約出現與北宋末、南宋初的神霄派道法書《高上神霄玉清真王紫書大法》中亦有記載這麼一位與玉清神母結合的神靈，但其名為「元始天王」，而非「浮黎元始天尊」，且其長子為「長生大帝」，而非「玉清元始天尊」。而且總共只有八子，沒有第九子。明朝朱權編的《天皇至道太清玉冊》亦有「元始」生「長生大帝」等子的說法，但共生九子，而非八子。然而在《真靈位業圖》裡，「元始天王」位列第四中位左位第四名，其位階並不算高。
《玉芝堂談薈》卷十七記載：
“《雷霆玉經》：浮黎元始天尊、玉清神母元君，生長子為玉清元始天尊，第九子為高上神霄玉清真王長生大帝。”
《天皇至道太淸玉册》卷五記載：
“九宸曰長生大帝、青華大帝、普化天尊、雷祖大帝、大乙天帝、洞渊大帝、六波帝君、可韓真君、採訪真君，即元始九炁化生也。故號九宸上帝，代天以司造化，主宰万靈。”
《九天應元雷聲普化天尊玉樞寶經集註》卷上：
“元始父祖，化神霄玉清眞王，玉府在碧霄梵炁之中。”
“自浮黎元始天尊生九子，玉清眞王化生雷聲普化天尊。天尊以歷劫應化，隨時示號。本元始祖劫一炁分眞，乃玉清眞王，九霄主宰。”
《上清太上开天龙蹻经》記載：
“三十六部，三洞法门，九品化生，万象宗本，生天元始，是称天尊，无上法王，号为玉帝。”

## 名称
「浮黎」一詞在早先的道教經典中已有出現。東晉末期葛巢甫等道士所編集的靈寶經之一的《度人經》有載：“沙陀劫量，龙汉瑛鲜。碧落『浮黎』，空歌保珍。”“昔于始青天中碧落空歌大『浮黎』土，受元始度人無量上品。”

## 來源
1. 1 2 3 4   (PDF).   [2015-10-03]. （原始内容 (PDF)存档于2016-03-04）.
2. 1 2  .   [2015-10-04]. （原始内容存档于2019-09-16）.
3. ↑  張宇初. . .   [2022-05-31]. （原始内容存档于2022-05-31）.
4. ↑  佚名. . .   [2022-05-31]. （原始内容存档于2022-04-07）.
5. ↑  佚名. . .   [2022-05-31]. （原始内容存档于2022-05-31）.
6. ↑  佚名. . .   [2023-10-21].
7. ↑  張持眞. . .   [2022-04-21]. （原始内容存档于2022-04-21）.
8. 1 2  .   [2015-10-04]. （原始内容存档于2021-04-13）.
9. ↑  佚名. . .   [2022-05-31]. （原始内容存档于2022-04-21）.
10. ↑  鄧錡. . .   [2022-05-31]. （原始内容存档于2022-05-31）.
11. ↑  陳春榮. . .   [2022-05-31]. （原始内容存档于2022-05-31）.
12. ↑  衛琪. . .
13. ↑  .   [2015-10-06]. （原始内容存档于2019-06-03）.
14. ↑  .   [2015-10-06]. （原始内容存档于2019-02-22）.
15. ↑  .   [2015-10-06]. （原始内容存档于2019-06-25）.
16. ↑  徐應秋. . .   [2022-05-31]. （原始内容存档于2022-10-21）.
17. ↑  佚名. . .   [2022-05-31]. （原始内容存档于2022-10-21）.
18. ↑  佚名. . .   [2022-05-31]. （原始内容存档于2022-05-31）.
19. ↑  徐道齡. . .   [2022-05-31]. （原始内容存档于2022-05-31）.
20. ↑  佚名. . .   [2022-04-21]. （原始内容存档于2022-09-14）.
21. ↑  .   [2015-10-04]. （原始内容存档于2019-06-10）.